# Montefusco
Montefusco község (comune) Olaszország Campania régiójában, Avellino megyében.

## Fekvése
A megye északi részén fekszik. Határai: Montemiletto, Pietradefusi, San Martino Sannita, San Nazzaro, San Nicola Manfredi, Santa Paolina és Torrioni.

## Története
Valószínűleg a longobárd időkben (6-7. század) alapították egy korábbi, gótok által elpusztított város területén. A következő századokban nemesi birtok volt. A 19. században nyerte el önállóságát, amikor a Nápolyi Királyságban felszámolták a feudalizmust.

## Népessége
A népesség számának alakulása:

## Főbb látnivalói
- San Giacomo-templom
- Sant'Egidio-kolostor
- San Giovanni del Vaglio-templom